# كروسندرة أنغولية
{{صندوق معلومات كائن
| الاسم =  كروسندرة أنغولية
| حالة الحفظ =  لا
| الصورة = 
| عرض الصورة = 
| التعليق = 
| النطاق =  حقيقيات النوى
| المملكة =  نباتات
| subregnum =  النباتات الجنينية
| unranked_superphylum = النباتات الوعائية
| الشعبة =  حقيقيات الأوراق
| الشعيبة =  البذريات
| unranked_infraphylum =  كاسيات البذور
| unranked_superclassis =  ثنائيات الفلقة
| الطائفة =  الوردانية
| unranked_subclassis =  النجميانيات
| unranked_superordo = اللاميونونات
| الرتبة =  الشفويات
| الفصيلة =  الأقنتية
| الأسرة =  الأقنثاوات
| القبيلة =  الأقنثاوية
| الجنس =  الكروسندرة
| النوع =  كروسندرة أنغولية
| الاسم العلمي =  Crossandra angolensis
| واضع الاسم =  [[S.Moore]]
| عام وضع الاسم =  1929
| ماهية التقسيم = 
| التقسيم = 
| خريطة الانتشار = 
| عرض خريطة الانتشار = 
| تعليق خريطة الانتشار = 
}}
كروسندرة أنغولية (الاسم العلمي:Crossandra angolensis) هي نوع من النباتات تتبع جنس الكروسندرة من الفصيلة الأقنتية.